# Jan Pešek
Jan Pešek (12. září 1920 - ???) byl český a československý politik Komunistické strany Československa, poslanec České národní rady a Sněmovny národů Federálního shromáždění za normalizace.

## Biografie
V roce 1969 pracoval jako dělník v podniku JTT (Jihomoravské trubkárny a tažírny), Veselí nad Moravou.
Po federalizaci Československa usedl do Sněmovny národů Federálního shromáždění. Mandát nabyl až dodatečně v prosinci 1969. Do federálního parlamentu jej nominovala Česká národní rada, kde rovněž zasedal. Ve federálním parlamentu setrval až do konce funkčního období, tedy do voleb roku 1971.